# Humanae Vitae
Humanae Vitae (em português:  "Da vida humana") é uma encíclica escrita pelo São Paulo VI. Foi publicada a 25 de Julho de 1968. Inclui o subtítulo Sobre a regulação da natalidade, descreve a postura da Igreja Católica em relação ao aborto e outras medidas que se relacionam com a vida sexual humana. Segundo alguns geraria polêmica porque o Papa nela definiu que a contracepção, exclusivamente por meios artificiais, é proibida pelo Magistério da Igreja Católica.

## Antecedentes
De alguma forma o tema já vinha sendo tratado pelos pontífices que haviam antecedido a São Paulo VI e vinha amadurecendo no âmbito da Igreja à medida que os métodos artificiais de controle da natalidade surgiam, e que variavam desde o
aborto até à esterilização definitiva.
Na verdade a questão não era nova, sobre esta matéria o Papa Pio XI já havia publicado a encíclica Casti Connubii (1930), invocando o antigo magistério da Igreja sobre o tema, por sua vez o Papa Pio XII em pronunciamentos de 1944, 1951 e 1958 havia também abordado a matéria e o São João XXIII na encíclica Mater et Magistra, dentre outros pontos, afirmava:
(192) Temos de proclamar solenemente que a vida humana deve ser transmitida por meio da família, fundada no matrimônio uno e indissolúvel, elevado para os cristãos à dignidade de sacramento. A transmissão da vida humana foi confiada pela natureza a um ato pessoal e consciente, sujeito, como tal, às leis sapientíssimas de Deus: leis invioláveis e imutáveis, que é preciso acatar e observar. Por isso, não se podem usar aqui meios, nem seguir métodos, que serão lícitos quando se tratar da transmissão da vida nas plantas e nos animais.
(193) A vida humana é sagrada: mesmo a partir da sua origem, ela exige a intervenção direta da ação criadora de Deus. Quem viola as leis da vida, ofende a Divina Majestade, degrada-se a si e ao gênero humano, e enfraquece a comunidade de que é membro.
De sua parte o próprio Concílio deu a diretriz na Constituição Gaudium et Spes, n. 50, inclusive tecendo encômios aos casais que, de modo responsável e prudente, se disponham "com grandeza de ânimo a educar uma prole numerosa". Nesta Constituição, logo no primeiro capítulo da II parte o Concílio tratou da Promoção da dignidade do matrimônio e da família (ns. 47 a 52) e deixou expresso que se haveria, na regulação da natalidade, de recorrer à castidade conjugal:
| “ | Quando se trata, portanto, de conciliar o amor conjugal com a transmissão responsável da vida, a moralidade do comportamento não depende apenas da sinceridade da intenção e da apreciação dos motivos; deve também determinar-se por critérios objectivos, tomados da natureza da pessoa e dos seus actos; critérios que respeitem, num contexto de autêntico amor, o sentido da mútua doação e da procriação humana. Tudo isto só é possível se se cultivar sinceramente a virtude da castidade conjugal. Segundo estes princípios, não é lícito aos filhos da Igreja adoptar, na regulação dos nascimentos, caminhos que o magistério, explicitando a lei divina, reprova. | ” |

Mas foi na Humanae vitae que a matéria foi tratada de modo orgânico e com método. A encíclica acabou por ser promulgada poucos anos depois da Constituição Pastoral Gaudium et Spes, de 7 de dezembro de 1965, do Concílio Vaticano II e dentro do seu contexto.
Este documento é hoje considerado um marco sobre a visão da Família na Doutrina Social da Igreja e serviu de base para dois outros documentos sobre bioética e moral reprodutiva da Igreja: as Instruções Donum vitae e Dignitas personae publicadas já nos pontificados de João Paulo II e Bento XVI, respectivamente.

## A Encíclica

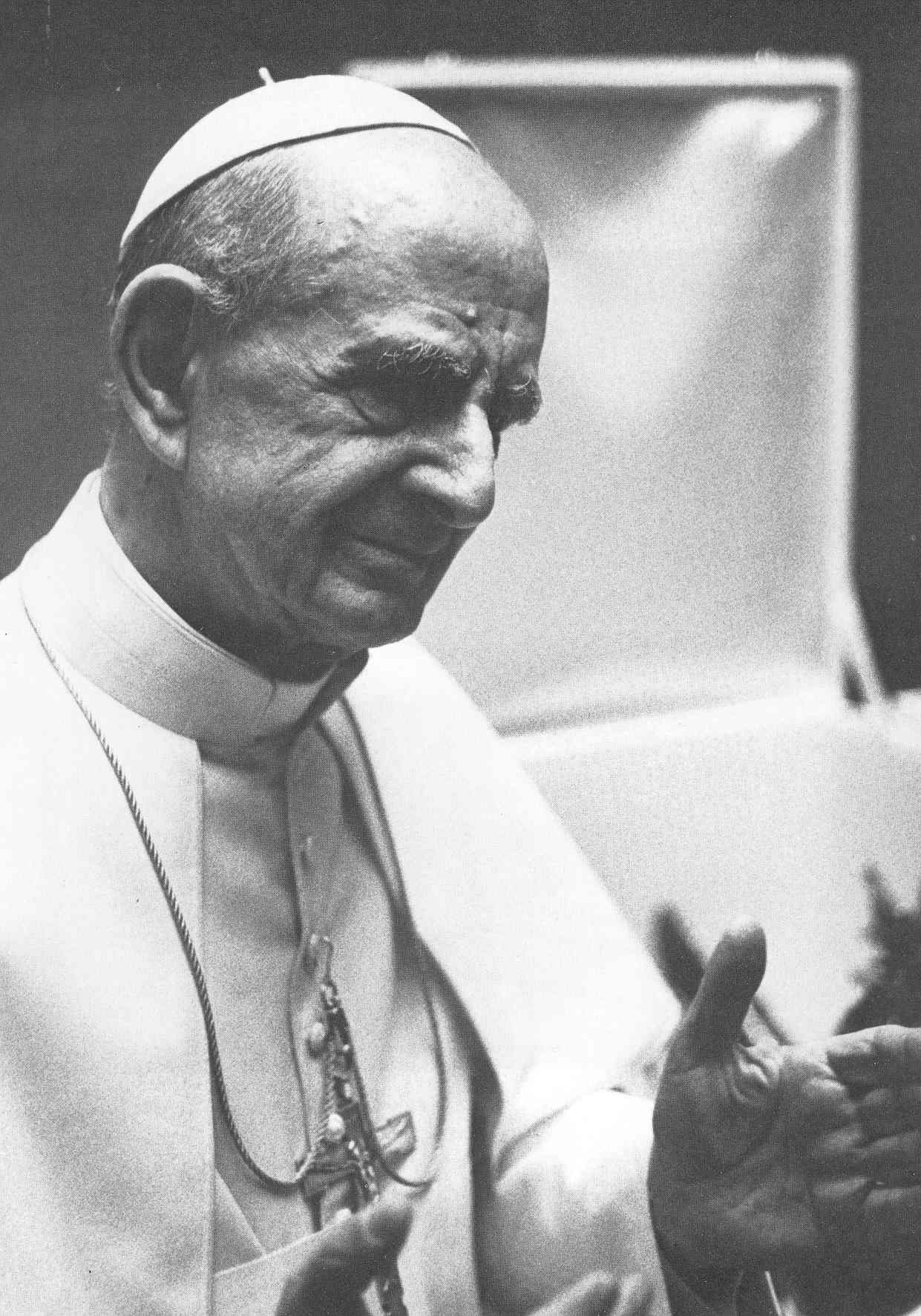
Paulo VI publicou a encíclica Humanae Vitae em 25 de julho de 1968.

O documento recorda as características do amor conjugal como sendo humano, fiel, total e exclusivo, fecundo (9): "O matrimônio e o amor conjugal estão por si mesmos ordenados para a procriação e educação dos filhos. Sem dúvida, os filhos são o dom mais excelente do matrimônio e contribuem grandemente para o bem dos pais".
A encíclica convida os esposos a respeitar a natureza e a finalidade do ato matrimonial:
11. Estes atos, com os quais os esposos se unem em casta intimidade e através dos quais se transmite a vida humana, são, como recordou o recente Concílio, "honestos e dignos"; e não deixam de ser legítimos se, por causas independentes da vontade dos cônjuges, se prevê que vão ser infecundos, pois que permanecem destinados a exprimir e a consolidar a sua união. De fato, como o atesta a experiência, não se segue sempre uma nova vida a cada um dos atos conjugais. Deus dispôs com sabedoria leis e ritmos naturais de fecundidade, que já por si mesmos distanciam o suceder-se dos nascimentos. Mas, chamando a atenção dos homens para a observância das normas da lei natural, interpretada pela sua doutrina constante, a Igreja ensina que qualquer ato matrimonial deve permanecer aberto à transmissão da vida.
De fato ficou definido na encíclica e, portanto, no Magistério da Igreja Católica que é proibido recorrer a qualquer meio artificial para evitar a fecundação, sendo, no entanto, possível o uso, por motivos graves e justificados, de meios exclusivamente naturais de regulação da natalidade:
- Aborto(14)

Em conformidade com estes pontos essenciais da visão humana e cristã do matrimônio, devemos, uma vez mais, declarar que é absolutamente de excluir, como via legítima para a regulação dos nascimentos, a interrupção direta do processo generativo já iniciado, e, sobretudo, o aborto querido diretamente e procurado, mesmo por razões terapêuticas.
- Esterilização(14)

É de excluir de igual modo, como o Magistério da Igreja repetidamente declarou, a esterilização direta, quer perpétua quer temporária, tanto do homem como da mulher.
- Métodos artificiais(14)

É, ainda, de excluir toda a ação que, ou em previsão do ato conjugal, ou durante a sua realização, ou também durante o desenvolvimento das suas consequências naturais, se proponha, como fim ou como meio, tornar impossível a procriação. (…)
- Malícia destes atos(14)

Segundo a encíclica não se pode invocar um eventual benefício indireto como consequência de um ato moralmente ilícito desejado diretamente:
É um erro, por conseguinte, pensar que um ato conjugal, tornado voluntariamente infecundo, e por isso intrinsecamente desonesto, possa ser coonestado pelo conjunto de uma vida conjugal fecunda.

### Licitude do recurso aos períodos infecundos
- Meios lícitos

E afirma, finalmente, que o único meio lícito de regular a natalidade é o recurso ao uso do matrimônio nos períodos infecundos:
Se, portanto, existem motivos sérios para distanciar os nascimentos, que derivem ou das condições físicas ou psicológicas dos cônjuges, ou de circunstâncias exteriores, a Igreja ensina que então é lícito ter em conta os ritmos naturais imanentes às funções geradoras, para usar do matrimônio só nos períodos infecundos e, deste modo, regular a natalidade, sem ofender os princípios morais que acabamos de recordar.
Ficou desta forma fixada nos termos desta encíclica que a única forma lícita de se postergar o nascimento de um filho é o recurso à limitação das relações conjugais aos períodos infecundos, segundo o ciclo de fertilidade da mulher.
Com efeito é afirmado no documento: "A Igreja é coerente consigo própria, quando assim considera lícito o recurso aos períodos infecundos, ao mesmo tempo que condena sempre como ilícito o uso dos meios diretamente contrários à fecundação, mesmo que tal uso seja inspirado em razões que podem aparecer honestas e sérias."

### Exceção
- Licitude dos meios terapêuticos(15)

Esse posicionamento comportou uma única exceção: não é considerado ilícito "o recurso aos meios terapêuticos, verdadeiramente necessários para curar doenças do organismo, ainda que daí venha a resultar um impedimento, mesmo previsto, à procriação, desde que tal impedimento não seja, por motivo nenhum, querido diretamente."
Ou seja, é admitido que o tratamento de doenças do organismo possa ter como efeito colateral indesejado o impedimento da procriação, mas este impedimento não pode ser de forma alguma diretamente buscado e nem querido por nenhum motivo.

### Consequência do uso dos métodos artificiais
O pontífice alerta para os riscos da perda do respeito mútuo do casal e de deterioramento do relacionamento, como consequência do uso dos métodos artificiais de contracepção:
17. Os homens retos poderão convencer-se ainda mais da fundamentação da doutrina da Igreja neste campo, se quiserem refletir nas consequências dos métodos da regulação artificial da natalidade. Considerem, antes de mais, o caminho amplo e fácil que tais métodos abririam à infidelidade conjugal e à degradação da moralidade. Não é preciso ter muita experiência para conhecer a fraqueza humana e para compreender que os homens — os jovens especialmente, tão vulneráveis neste ponto — precisam de estímulo para serem fiéis à lei moral e não se lhes deve proporcionar qualquer meio fácil para eles eludirem a sua observância. É ainda de recear que o homem, habituando-se ao uso das práticas anticoncepcionais, acabe por perder o respeito pela mulher e, sem se preocupar mais com o equilíbrio físico e psicológico dela, chegue a considerá-la como simples instrumento de prazer egoísta e não mais como a sua companheira, respeitada e amada.

## Atualidade
A doutrina explicitada por Paulo VI permanece atual no âmbito da Igreja Católica que, de modo não discrepante, nos documentos que a sucederam sobre o tema, neles repetiram e repisaram este posicionamento contrário ao aborto, à esterilização permanente ou temporária, e ao uso de qualquer meio artificial químico ou físico que seja impeditivo da fecundação como meio de regulação da natalidade.

### Catecismo da Igreja Católica
O conteúdo desta encíclica, nesta parte, está incorporado no atual Catecismo da Igreja Católica nos seus §§ 2370 e 2399:
A continência periódica, os métodos de regulação da natalidade baseados na auto-observação e no recurso aos períodos infecundos estão de acordo com os critérios objetivos da moralidade. Estes métodos respeitam o corpo dos esposos, animam a ternura entre eles e favorecem a educação de uma liberdade autêntica. Em compensação, é intrinsecamente má "toda ação que, ou em previsão do ato conjugal, ou durante a sua realização, ou também durante o desenvolvimento de suas consequências naturais, se proponha, como fim ou como meio, tornar impossível a procriação"
"À linguagem nativa que exprime a recíproca doação total dos cônjuges a contracepção impõe uma linguagem objetivamente contraditória, a do não se doar ao outro. Deriva daqui não somente a recusa positiva de abertura à vida, mas também uma falsificação da verdade interior do amor conjugal, chamado a doar-se na totalidade pessoal." Esta diferença antropológica e moral entre a contracepção e o recurso aos ritmos periódicos "envolve duas concepções da pessoa e da sexualidade humana irredutíveis entre si".
A regulação da natalidade representa um dos aspectos da paternidade e da maternidade responsáveis. A legitimidade das intenções dos esposos não justifica o recurso a meios moralmente inadmissíveis (por exemplo, a esterilização direta ou a contracepção).

### Magistério de João Paulo II
João Paulo II confirmou os ensinamentos da Humanae vitae na Exortação Apostólica Familiaris consortio, de 1981:
(29...) Desta maneira, na continuidade com a tradição viva da comunidade eclesial através da história, o Concílio Vaticano II e o magistério do meu Predecessor Paulo VI, expresso sobretudo na encíclica Humanae Vitae, transmitiram aos nossos tempos um anúncio verdadeiramente profético, que reafirma e repõe, com clareza, a doutrina e a norma sempre antigas e sempre novas da Igreja sobre o matrimónio e sobre a transmissão da vida humana.
Por isso, os Padres Sinodais declaram textualmente na última Assembleia: «Este Sacro Sínodo reunido em união de fé com o Sucessor de Pedro, sustenta firmemente o que foi proposto pelo Concílio Vaticano II, Gaudium et Spes, 50 e, depois, pela encíclica Humanae Vitae, e em particular que o amor conjugal deve ser plenamente humano, exclusivo e aberto a nova vida (Humanae Vitae, 11 e cfr. 9 e 12)»(83)
Em 1995 reiterou e aprofundou esta doutrina na encíclica Evangelium vitae, em que é reafirmado o valor da vida humana e da sacralidade da concepção:
Ao afirmarmos que os cônjuges, enquanto pais, são colaboradores de Deus Criador na concepção e geração de um novo ser humano, não nos referimos apenas às leis da biologia; pretendemos sobretudo sublinhar que, na paternidade e maternidade humana, o próprio Deus está presente de um modo diverso do que se verifica em qualquer outra geração "sobre a terra". Efectivamente, só de Deus pode provir aquela "imagem e semelhança" que é própria do ser humano, tal como aconteceu na criação. A geração é a continuação da criação.(43)

### Magistério de Bento XVI
Em 10 de maio de 2008 Bento XVI, dirigindo-se aos participantes no Congresso Internacional promovido pela Pontifícia Universidade Lateranense, no 40.º aniversário da Encíclica Humanae Vitae, afirmou que:
"a verdade expressa na Humanae Vitae não muda, pelo contrário, à luz das novas descobertas científicas, o seu ensinamento torna-se mais atual e leva a refletir sobre o valor intrínseco que possui. A palavra chave para entrar com coerência nos seus conteúdos permanece aquela do amor" e que "Na encíclica Humanae vitae o amor conjugal é descrito no âmbito de um processo global que não se limita à divisão entre alma e corpo nem está sujeito apenas ao sentimento, muitas vezes fugaz e precário, mas assume a unidade da pessoa e a totalidade da partilha dos esposos que no acolhimento recíproco se oferecem a si próprios numa promessa de amor fiel e exclusivo que brota de uma opção genuína de liberdade."

## Críticas
Em 1968, Charles E. Curran escreveu uma crítica à Encíclica Humanae Vitae, na qual defendeu o direito à utilização de métodos de contracepção artificial. Sua declaração recebeu o apoio de mais de 600 teólogos e outros acadêmicos, incluindo Bernard Haring, David Tracy, Richard McBrien, Walter Burghardt, Raymond Collins, Roland Murphy e Bernard McGinn.
Outro crítico da Humanae Vitae foi o Cardeal jesuíta Carlo Maria Martini que afirmou que a Encíclica excluiu muitas pessoas da Igreja, em especial, aquelas que mais precisavam de suas recomendações sobre a sexualidade humana.